# Teocelo
Teocelo es una localidad del estado mexicano de Veracruz. Es cabecera del municipio de Teocelo.

## Demografía
| Censo | Población |
| ----- | --------- |
| 1900  | 3 447     |
| 1910  | 4 990     |
| 1921  | 3 470     |
| 1930  | 3 948     |
| 1940  | 3 058     |
| 1950  | 3 479     |
| 1960  | 3 868     |
| 1970  | 4 572     |
| 1980  | 7 585     |
| 1990  | 7 581     |
| 1995  | 8 241     |
| 2000  | 9 062     |
| 2005  | 8 872     |
| 2010  | 9 967     |
| 2020  | 10 581    |